# Ochthebius eppelsheimi
Ochthebius eppelsheimi es una especie de escarabajo del género Ochthebius, familia Hydraenidae. Fue descrita científicamente por Kuwert en 1887.
Se distribuye por Alemania (Baviera, ciudad de Straubing). Mide 1,6-2,2 milímetros de longitud.